# Hypocrita pylotis
Hypocrita pylotis là một loài bướm đêm thuộc phân họ Arctiinae, họ Erebidae.